# Ташлы-Шарипово
Ташлы-Шарипово (баш. Ташлы-Шәрип) — село в Давлекановском районе Башкортостана, входит в состав Имай-Кармалинского сельсовета, является вторым по численности населения после села Имай-Кармалы,в составе Имай-Карамалинского сельсовета 2 по значимости.

## Географическое положение
Расстояние до:
- районного центра (Давлеканово): 28 км,
- центра сельсовета (Имай-Кармалы): 7 км,
- ближайшей ж/д станции (Давлеканово): 28 км.

## История
Основано в Кыркули-Минской волости Ногайской дороги на  землях башкир, переселившихся из Мензелинского уезда Казанской губернии. В 1795 г. был заключен договор и в графе национальность написано: тептяри (от слова "дэфтэр" т.е. приписные крестьяне, находящиеся в особых тетрадях учета сословия). Фиксировалось вначале как Куш Куль (Два Озера), далее как Шарип-авылы.  В 1865 г. в 74 дворах проживало 405 человек. Занимались скотоводством, земледелием, пчеловодством, плетением лаптей. Были мечеть, медресе, где обучались дети с соседних татарских и башкирских деревней. Построена каменно-песочная мечеть в 1906 г.  Была водяная мельница и мельница по шелушению гречихи. Первым поселенцем был Чураш. 

## Население
| 2002 | 2009 | 2010 |
| ---- | ---- | ---- |
| 363  | →363 | ↘344 |

Согласно переписи 2002 года, преобладающая национальность — татары (86 %).

## Сельское хозяйство
Население занято в крестьянско-фермерском хозяйстве И. Ф. Байбурина. 

## Инфраструктура
Школа закрыта в самой деревне (филиал средней школы с. Имай-Кармалы), фельдшерско-акушерский пункт, дом культуры, библиотека, есть магазин.

## Религия
В селе есть мечеть.